# Neil Jordan
Neil Jordan (Sligo, 25 februari 1950) is een Iers filmregisseur, schrijver en producent. 
Zijn films hebben vaak een politiek en emotioneel geladen karakter, en gaan over de donkere kant van de menselijke psyche.

## Leven en werk

### Beginjaren
Hij werd geboren in county Sligo in Ierland, en begon zijn carrière met het schrijven van korte verhalen. Zijn eerste speelfilm die hij zowel schreef als regisseerde was Angel (1982). De film werd goed ontvangen. 
Daarna maakte hij een aantal films die hem wereldwijd bekendheid gaven. 

### Verdere jaren tachtig
Dankzij de kritische bijval die zijn eerste films kregen, inzonderheid het romantisch misdaaddrama Mona Lisa met Bob Hoskins en Michael Caine (1986), trok Jordan naar Hollywood waar hij de komische fantasyfilm High Spirits (1988) en de misdaadkomedie We're No Angels (1989) draaide. Beide films waren zowel kritisch als financieel teleurstellend. 

### Jaren negentig
Terug in Europa verwezenlijkte Jordan de meer persoonlijk getinte thriller The Crying Game (1992) waarin hij voor de derde keer samenwerkte met Stephen Rea in de rol van de onwillige IRA-'vrijwilliger'. De film werd heel gunstig onthaald door de kritiek en het publiek en werd verscheidene keren bekroond en genomineerd.
Het grote succes van The Crying Game bracht Jordan voor de tweede keer naar Hollywood waar hij   Interview with the Vampire: The Vampire Chronicles (1994) realiseerde met Tom Cruise en Brad Pitt. Deze horror-fantasy-dramafilm werd eveneens een groot succes.
Jordan ging op zijn elan voort met de dramatische biopic Michael Collins (1996) over de Ierse politicus Michael Collins. Ook deze film werd meermaals genomineerd en bekroond, onder meer met de Gouden Leeuw.
Tijdens de tweede helft van de jaren negentig volgden de zwarte komedie The Butcher Boy (1997), de psychologische thriller In Dreams (1999) en het op de gelijknamige roman van Graham Greene gebaseerd romantisch drama The End of the Affair (1999), een gewaardeerde remake van de gelijknamige Edward Dmytrykfilm uit 1955.

### Jaren tweeduizend
Jordan startte de 21e eeuw met de misdaadkomedie The Good Thief (2002), een remake van Jean-Pierre Melville's Bob le flambeur. In 2005 castte hij Cillian Murphy als een volwassen geworden vondeling en transgender op zoek naar liefde en haar moeder in de tragikomedie Breakfast on Pluto. De thriller The Brave One (2007) voerde Jodie Foster op als een vigilante. Beide laatste films werden door de kritiek en het publiek gesmaakt. In het romantisch fantasydrama Ondine (2009) vertolkte Colin Farrell een Ierse visser die op een dag een knappe geheimzinnige jonge vrouw in zijn netten aantreft. Hij denkt al gauw dat zij een selkie is.

### Jaren tweeduizend tien
Jordan was de bedenker en de regisseur van de historische fictie-televisieserie The Borgias (2011-2013). Het scenario en de productie nam hij ook voor zijn rekening.
Byzantium (2012) was de vijfde film van Jordan met fantasy-inslag. Deze fantastische film gaat over de belevenissen van een moeder en een dochter die beiden vampier zijn. in de thriller Greta (2018) nam Isabelle Huppert de sinistere titelrol van psychopaat voor haar rekening. 

### Jaren tweeduizend twintig
In de neo noir misdaadthriller Marlowe (2022) belichaamt Liam Neeson, ruim vijfentwintig jaar na zijn vertolking van Michael Collins, privédetective Philip Marlowe, die Raymond Chandler creëerde in 1934.

## Filmografie
- 2022 - Marlowe
- 2018 - Greta
- 2012 - Byzantium
- 2011 - The Borgias (televisieserie)
- 2009 - Ondine
- 2007 - The Brave One
- 2005 - Breakfast on Pluto
- 2002 - The Good Thief
- 2000 - Not I (korte film gebaseerd op een stuk van Samuel Beckett)
- 1999 - The End of the Affair
- 1999 - In Dreams
- 1997 - The Butcher Boy
- 1996 - Michael Collins
- 1994 - Interview with the Vampire: The Vampire Chronicles
- 1992 - The Crying Game
- 1991 - The Miracle
- 1989 - We're No Angels
- 1988 - High Spirits
- 1986 - Mona Lisa
- 1984 - The Company of Wolves
- 1982 - Angel

- Bibsys: 90849950
- Biblioteca Nacional de España: XX1109062
- Bibliothèque nationale de France: cb12435528q (data)
- CiNii: DA08611799
- Gemeinsame Normdatei: 119140179
- International Standard Name Identifier: 0000 0001 1074 9304
- Library of Congress Control Number: n79138918
- Bibliotheek van het Japanse parlement: 00469121
- Nationale Bibliotheek van Tsjechië: xx0010310
- Nationale bibliotheek van Australië: 35710198
- Nationale Bibliotheek van Israël: 987007428873805171
- Nationale Bibliotheek van Polen: a0000001616577
- Nationale en Universitaire bibliotheek Zagreb: 000059295
- Nederlandse Thesaurus van Auteursnamen: 069097860
- Istituto Centrale per il Catalogo Unico: TO0V080315
- LIBRIS: 308847
- SNAC: w60v8k9j
- Système universitaire de documentation: 033494193
- Union List of Artist Names: 500331420
- Virtual International Authority File: 85368254
- WorldCat: E39PBJh4rvJbp8RyTx6fTHRh73